# 劉鴻杰
劉 鴻杰（リュウ・ホンジェ、1993年11月10日 - ）は、台湾の男子バレーボール選手である。チャイニーズタイペイ代表。

## 来歴
国立台湾師範大学運動体育学部卒業。
2018年アジア競技大会出場後、海外でのプレーのためタイと中国のチームのテストを受け、タイのダイヤモンドフードに入団。
2019年、V.LEAGUE DIVISION1（V1）のウルフドッグス名古屋に入団。チーム初のアジア枠選手としてプレーし、シーズン終了後、契約満了で退団。
膝の負傷により2021年はプレーできず、2022年アジアカップで復帰した。
2023年、V2のクボタスピアーズに加入。3年ぶりとなったVリーグでスパイク賞を獲得した。2024年も契約継続が発表され、副キャプテンに就任。

## 人物
- 台湾原住民のアミ族の生まれ[1]。
- 劉鴻敏は双子の兄[1]。2024年からレーヴィス栃木でプレーすることとなり、4年ぶりに兄弟揃っての日本でのプレーとなる[8]。

## 球歴
- チャイニーズタイペイ代表
  - ユニバーシアード - 2015年、2017年
  - アジア競技大会 - 2018年
  - アジア選手権 - 2015年
  - アジアカップ - 2018年、2022年

## 所属チーム
- 國立華僑高級中等學校 (zh)
- 国立台湾師範大学
- 屏東台電 (zh) （2016-2018年）
- ダイヤモンドフード（2018-2019年）
- ウルフドッグス名古屋（2019-2020年）
- 連莊排球隊 (zh) （2022-2023年）
- クボタスピアーズ/クボタスピアーズ大阪（2023年-）

## 受賞歴
- 2018年 - 企業排球聯賽 年間最優秀選手
- 2023年 - 企業排球聯賽 年間最優秀選手
- 2024年 - 2023-24 V.LEAGUE DIVISION2 MEN スパイク賞
- 2025年 - 2024-25 V.LEAGUE MEN トップスパイカー